# آغتسک
آغتسک (به ارمنی: Աղձք) روستایی در ارمنستان است که در استان آراگاتسوتن واقع شده‌است. آغتسک در ۷ کیلومتری شمالغرب آشتاراک، مرکز استان آراگاتسوتن واقع شده است.

## خصوصیات
آغتسک ۱٬۷۸۵ نفر جمعیت دارد و ۱٬۲۵۰ متر بالاتر از سطح دریا واقع شده‌است.
| سال   | ۱۸۳۱ | ۱۸۹۷ | ۱۹۲۶ | ۱۹۳۹ | ۱۹۵۹  | ۱۹۷۰  | ۱۹۷۹  | ۲۰۰۱  | ۲۰۰۴  |
| جمعیت | ۹۳   | ۴۰۴  | ۶۰۳  | ۸۳۷  | ۱٬۰۴۰ | ۱٬۲۶۶ | ۱٬۳۵۱ | ۱٬۸۰۱ | ۱٬۹۳۲ |